# Gormond de Picquigny
Pour les articles homonymes, voir Picquigny (homonymie).
Gormond, Germond, Guarmond ou encore Waremond (mort à Sidon en 1128), prélat picard originaire de Picquigny, fils ou frère d'Arnoul de Picquigny (suivant les sources)

## Biographie
Fin 1110, Guermond emprisonne Adam, châtelain d'Amiens. Geoffroy, évêque d'Amiens tente à plusieurs reprises de le faire libérer.
1113-1117, Insurrection communale d'Amiens et combats d'Enguerrand, de Thomas de Marle et du châtelain Adam contre les bourgeois, l'évêque Geoffroy et le vidame Guermond de Picquigny, assistés de Louis le Gros.
Il participe aux croisades. Il fut patriarche latin de Jérusalem de 1118 à 1128, successeur de Arnoul de Chocques. Pour protéger les pèlerins en Terre sainte, il encouragea en 1118 la création par Hugues de Payns de l'ordre des Pauvres Chevaliers du Christ et du Temple de Salomon, noyau de l'ordre du Temple. C'était un homme simple et craignant Dieu, selon Guillaume de Tyr. Il ordonne des travaux. Il reçoit la ville de Tyr à composition. Il mourut en 1128,.
Il fut régent du royaume de Jérusalem de 1123 à 1124, lors de la captivité de Baudouin II.